# Родригес де Оливейра, Балтазар
Балтаза́р Ко́ста Родри́гес де Оливе́йра (порт.-браз. Baltazar Costa Rodrigues de Oliveira); более известный, как Батата (порт.-браз. Batata) род. 6 мая 2000, Жарагуа, Гояс) — бразильский футболист, полузащитник клуба «Сьон».

## Клубная карьера
Батата — воспитанник клуба «Вила-Нова». 18 января 2018 года в поединке Лиги Гояния против «Ипоры» игрок дебютировал за основной состав. Летом того же года Батата перешёл во швейцарский «Сьон». 22 июля в матче против «Лугано» он дебютировал в швейцарской Суперлиге. 5 июля 2020 года в поединке против «Санкт-Галлена» игрок забил свой первый гол за «Сьон».